# Monaco (zespół muzyczny)
Monaco – projekt muzyczny rozpoczęty w 1996 przez Petera Hooka, ówczesnego basisty zespołu New Order oraz Davidea Pottsa, który był współpracownikiem Hooka z wcześniejszego projektu Revenge. Największy sukces projekt odniósł w 1997 dzięki singlowi What Do You Want From Me? oraz zawierającemu go albumowi Music for Pleasure, który sprzedał się w prawie pół milionach kopii.

## Historia
W związku z radykalnymi zmianami trendów na rynku muzycznym wydawnictwo Polydor odrzuciło w 1999 materiał na drugi album, który miał nosić nazwę Monaco. Mniejsze wydawnictwo Papillon Records zgodziło się wydać ten album, lecz zaniechano wydania singla I’ve Got A Feeling, który miał promować album. Nie było także praktycznie żadnych innych form promocji i pomimo dobrych recenzji jego sprzedaż była niewielka, dlatego obecnie jest to spory rarytas kolekcjonerski na aukcjach internetowych w Amazon.com czy eBay.
W 2000 roku, pomiędzy obydwoma członkami zespołu doszło do sporych napięć. Stało się tak ze względu na niezadowolenie porażką wydawniczą oraz w ocenie Pottsa nierównomiernym nakładem pracy w tworzeniu muzyki. Po występie na „Eclipse festival” który zakończył się według Pottsa kompletną klapą, Potts oraz Hook poważnie się pokłócili i zdecydowali, że najlepszym wyjściem z sytuacji jest rozpad zespołu Monaco. Ostatecznie Potts próbował stworzyć zespół o nazwie RAM, a następnie skupił się na karierze solowej. W tym czasie Hook powrócił do zespołu New Order, gdzie grał do roku 2007.
Po sukcesie reedycji wydawnictw związanych z zespołem Revenge w roku 2005, Hook ogłosił wiadomość o tym, że on oraz Potts pracują nad podobnym projektem wznowienia płyt Monaco które miałoby się niebawem ukazać na rynku.

## Podobieństwo do New Order
Monaco było w stanie odnieść tak znaczący sukces prawdopodobnie ze względu na podobieństwo do muzyki tworzonej przez zespół New Order, którego działalność była zawieszona w połowie lat 90. Muzyka Monaco była oparta na korzeniach dance-rock-pop, dokładnie tak jak muzyka New Order, Hook grał dokładnie w taki sam, łatwo rozpoznawalny sposób, grając melodyjnie na wysokich rejestrach gitary basowej, a także śpiew Davida Pottsa oraz tembr jego głosu dosyć znacząco był podobny do wokalu Bernarda Sumnera pierwotnego wokalisty New Order.

## Dyskografia

### Albumy
| Tytuł              | Data wydania | Wytwórnia               | U.K. Albums |
| ------------------ | ------------ | ----------------------- | ----------- |
| Music for Pleasure | 1997         | Polydor                 | 11          |
| Monaco             | 2000         | Papillion/Chrysalis:EMI | 84          |

### Single
| Tytuł                                                       | Data wydania  | U.K. Singles | U.S. Modern Rock | U.S. Hot 100 Airplay | Album              |
| ----------------------------------------------------------- | ------------- | ------------ | ---------------- | -------------------- | ------------------ |
| „What Do You Want From Me?”                                 | Luty 1997     | 11           | 24               | 61                   | Music for Pleasure |
| „Sweet Lips”                                                | Maj 1997      | 18           | -                | -                    | Music for Pleasure |
| „Shine”                                                     | Wrzesień 1997 | 55           | -                | -                    | Music for Pleasure |
| „I’ve Got a Feeling” (niewydane)                            | Lipiec 2000   | -            | -                | -                    | Monaco             |
| „See-Saw” (wydane tylko w limitowanej 12" wersji winylowej) | Marzec 2001   | -            | -                | -                    | Monaco             |